# Jimmy Webb
Pour les articles homonymes, voir Webb et Jimmy Webb (homonymie).
Layne Jimmy Webb, né le 15 août 1946 à Elk City en Oklahoma (États-Unis), est un auteur-compositeur-interprète américain. Il a écrit des chansons parmi les plus populaires de sa génération : By the Time I Get to Phoenix , Wichita Lineman, Up, Up and Away, Galveston ou MacArthur Park ont été encensées par la critique et beaucoup de ses chansons ont été enregistrées par les plus grands interprètes, dont Frank Sinatra, Elvis Presley, Bob Dylan, The Supremes, Linda Ronstadt, Joe Cocker, Art Garfunkel, etc.
Il est le seul artiste à avoir reçu un Grammy Awards pour la musique, les paroles et l'orchestration.

## Biographie

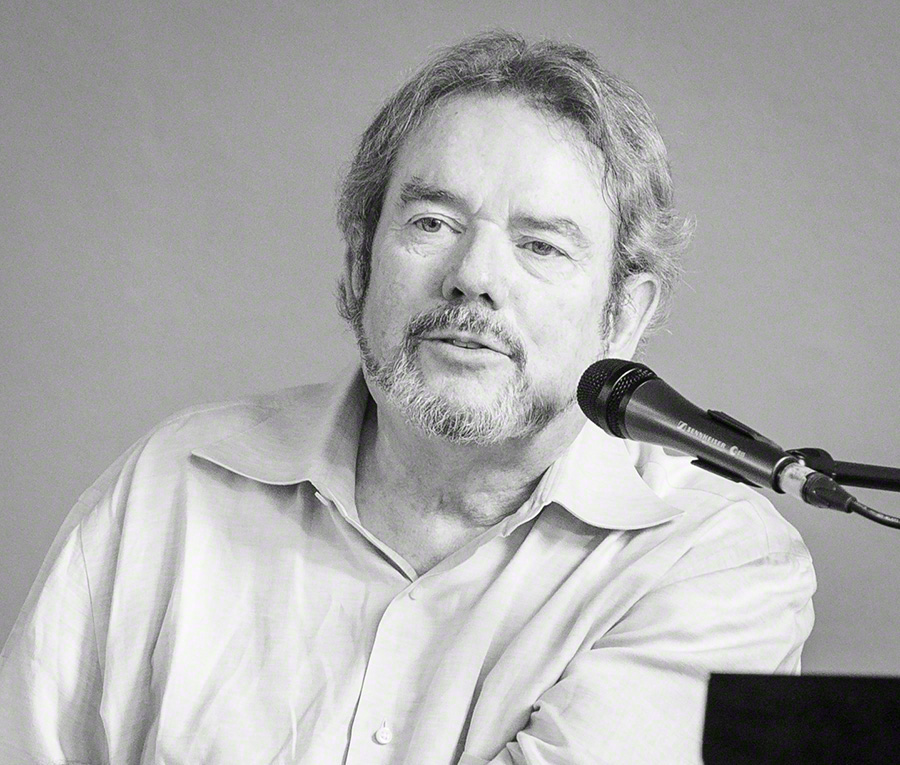
Jimmy Webb en 2016.

Dès 1967, alors qu'il n'est âgé que de vingt et un ans, il a déjà composé deux morceaux pour le groupe The 5th Dimension : Carpet Man et Up, Up And Away. Cette dernière chanson sera notamment choisie par la compagnie TWA pour en faire son logo musical.
C'est d'ailleurs cette même année qu'il commencera une collaboration avec le chanteur de country Glenn Campbell pour lequel il composera la chanson By the Time I Get to Phoenix qui lui fera empocher son premier Grammy Award. Suivront ensuite Wichita Lineman en 1968 puis Galveston en 1969. Durant cette période, il collabore également avec l'acteur et chanteur Irlandais Richard Harris pour lequel il composera Mac Arthur Park, repris en 1978 par Donna Summer.
Fort de ces succès, il entame alors une carrière solo avec des opus tels que  Words and Music (1970), And So On (1971), Letters and End (1974)... Malgré de bonnes critiques, ses performances vocales limitées l'empêcheront d'atteindre le succès escompté. C'est cependant au cours de cette période (1973) qu'il signera la chanson All I Know pour Art Garfunkel.
En 1977, il édite El Mirage qui compte notamment le titre The Highwayman qui passera totalement inaperçu jusqu'à ce que Johnny Cash la reprenne à son compte huit ans plus tard. Cette version atteindra alors la première place des charts américains et fera de Webb le lauréat d'un second Grammy Award. En 1982 il sort l'album Angel Heart qui est considéré par les spécialistes de son westcoast comme un classique avec dessus plusieurs invités prestigieux dont Stephen Bishop, Kenny Loggins, Daryl Hall, Michael McDonald, Graham Nash, Gerry Beckley du groupe America, et accompagné par des musiciens de premier plan comme Jeff Porcaro, Steve Lukather et David Paich du groupe Toto, Dean Parks, David Foster, Leland Sklar ou encore Victor Feldman pour n'en citer que quelques-uns... Par la suite Jimmy Webb décide d'abandonner la carrière de chanteur et consacrera le plus clair des années 1980 à la composition de films publicitaires, de musiques de films ou bien encore d'une comédie musicale "The Children's Crusade". Il co-compose la chanson Home of the Brave, sortie en 1987 sur l'album The Seventh One du groupe de rock américain Toto.
Il reprendra sa carrière d'auteur-compositeur-interprète en 1993 avec Suspending Disbelief qui rencontrera une bonne critique.
Depuis, malgré une audience confidentielle, il continue de composer régulièrement des albums de bonne qualité.

## Discographie Solo
- 1968 : Jim Webb Sings Jim Webb
- 1970 : Words and Music
- 1971 : And So: On
- 1972 : Letters
- 1974 : Land's End
- 1977 : El Mirage
- 1982 : Angel Heart
- 1993 : Suspending Disbelief
- 1996 : Ten Easy Pieces
- 1998 : Last Unicorn
- 2005 : Twilight of the Renegades
- 2007 : Live and at Large

### Compilations
- 1970 : Words & Music [Collectors' Choice]
- 1982 : Collection
- 1993 : Archive
- 2000 : And Someone Left the Cake Out in the Rain...
- 2004 : Moon's a Harsh Mistress: Jimmy Webb in the Seventies
- 2005 : Archive and Live (At the Albert Hall 1972)
- 2006 : Live at the Royal Albert Hall 1972